# St. Michael-Gymnasium (Bad Münstereifel)
Das St. Michael-Gymnasium ist ein Gymnasium in Bad Münstereifel. Es ist neben dem Erzbischöflichen St.-Angela-Gymnasium eines der beiden Gymnasien der Stadt. Träger der Schule, die 1625 durch die Jesuiten gegründet wurde, ist die Stadt Bad Münstereifel.

## Geschichte
Das Gründungsflugblatt vom 29. September 1625, dem Michaelistag, datiert die Schulgründung.
Der Jesuitenorden unterstützte ausschließlich das höhere Schulwesen. Da der Unterricht unentgeltlich war, war die Schule auf starke finanzielle Unterstützung angewiesen. Die Schule erhielt vor allem Stiftungen, Schenkungen und Vermächtnisse.
Mit finanzieller Unterstützung wurde ein teures Gebäude errichtet. 1726 wurde der Bau fertiggestellt, der bis heute größtenteils unverändert blieb. Auf Grund der vielen finanziellen Mittel gab es auch eine umfangreiche Bibliothek. Zum Vermögen des Kollegiums zählten 1773 ein Stadtgrundstück, neun Güter und Höfe, zwei Weiden, fünf Waldungen, fünf Pachtberechtigungen, fünf Renten, sechs Gemeindesteuern und viele kleinere Ansprüche.
Der einzige Unterrichtsgegenstand waren klassische Schriftsteller und deren Schriften. Die Unterrichtssprache war Latein. Alle Inhalte heutiger Fächer wie Deutsch, Geschichte, Erdkunde oder Mathematik integrierten die Lehrer in die Erläuterung der lateinischen Texte. Somit mussten die Lehrer vorhandene Quellen der Schulbibliothek nutzen, um Lehrinhalte zu vermitteln; eine umfangreiche Schulbibliothek war daher wichtig. Die jesuitische Schulorganisation hatte bis etwa in die zweite Hälfte des 18. Jahrhunderts Bestand. Die Schülerzahl betrug um 1750 etwa 200 Jungen. Mädchen wurden nicht unterrichtet.
Durch die Aufhebung des Jesuitenordens durch Papst Clemens XIV 1773 veränderten sich die Besitzverhältnisse. Durch ein Dekret des Reichshofrates in Wien wurde die Schule und deren Güter der jeweiligen landesherrlichen Administration unterstellt. Kurfürst Karl Theodor, Herzog von Jülich-Berg, übertrug die Verwaltung und Unterhaltung der Schule der Stadt Münstereifel. Durch die Abhängigkeit von der Stadt und von deren geringen finanziellen Mitteln wurde die Schule kleiner. Zwischen 1795 und 1814 war die Schule fast mittellos. Lehrer unterrichteten in dieser Zeit unentgeltlich. Durch die Überführung des Herzogtums Jülich in das Königreich Preußen (1815) erhielt die Schule wieder mehr Geld. Die Schülerzahl, die im Herbst 1800 nur 18 Schüler betrug, wuchs auf 123 im Jahr 1820.
Nach dem Zweiten Weltkrieg wurde die Schule von der Landesträgerschaft getragen. So wurde sie ein staatliches Gymnasium. Seit Januar 1974 ist die Schule wieder städtisch.
In den 80er Jahren erhielt die Schule einen Neubau, Anfang 2012 folgte der bisher letzte Anbau.
Jährlich zum Jahresende bzw. zum Jahresbeginn erscheint das sog. „Quadrum“, ein Jahresbuch, in dem über vergangene Veranstaltungen berichtet wird, neue Lehrer vorgestellt und sonstige aktuelle Ereignisse präsentiert werden. Ebenso finden sich hier jedes Jahr die Klassen- bzw. Kursfotos der Unter-/Mittelstufe bzw. Oberstufe wieder.

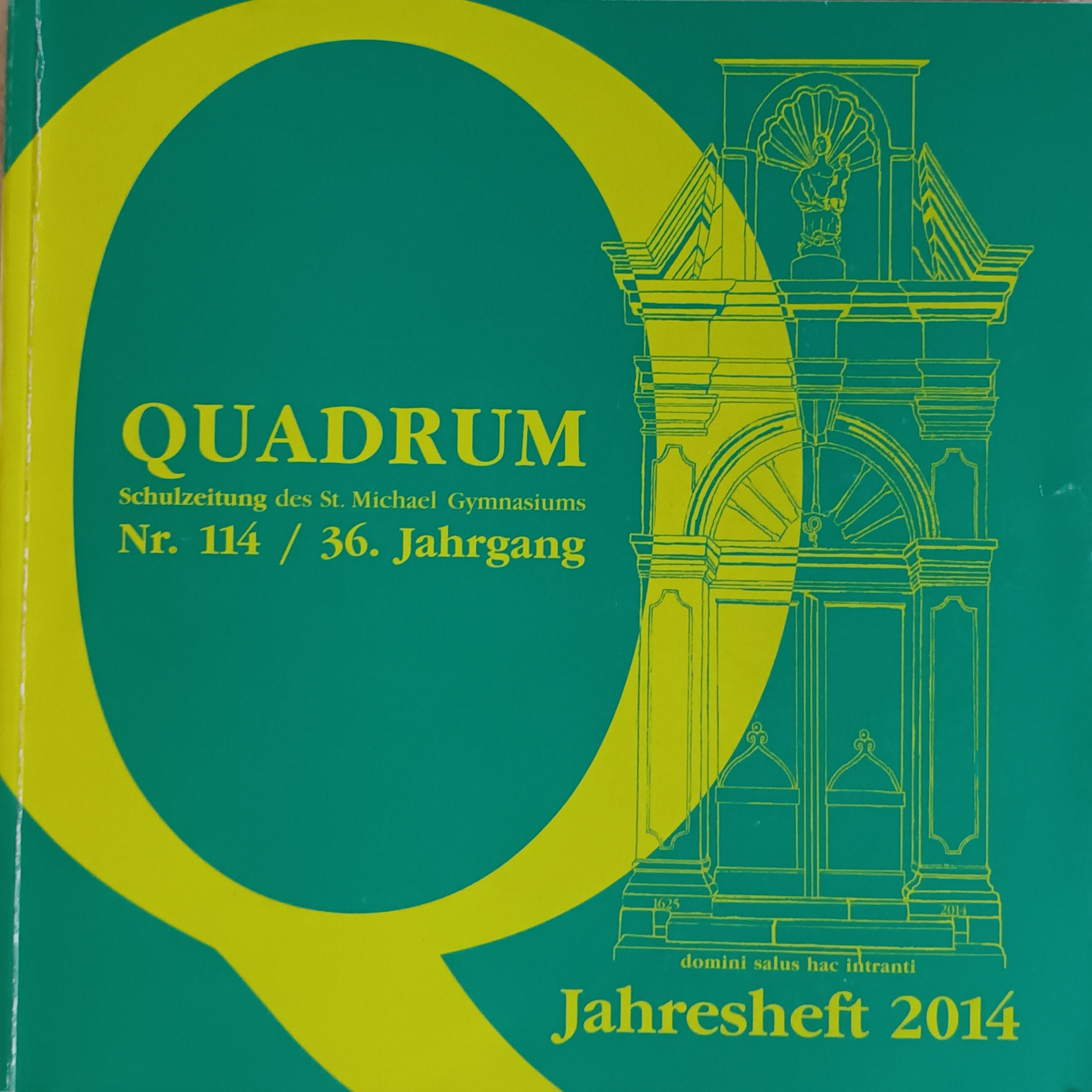
Titelblatt des Quadrum aus dem Jahr 2014

## Austauschprogramme
Jedes Jahr findet ein Schüleraustausch mit Schulen in Bad Münstereifels Partnerstädten statt. Die teilnehmenden deutschen Schüler verbringen ca. 10 Tage in einer englischen oder französischen Familie und die Austauschpartner aus Frankreich oder England verbringen etwa die gleiche Zeit in Bad Münstereifel. Die Partnerschulen sind:
- Ashford (Kent): Norton Knatchbull School
- Fougères (Bretagne): Lycée Jean Guéhenno

## Einrichtungen
- Jesuitenbibliothek: Die ältesten Bücher dieser historischen Bibliothek des Gymnasiums stammen aus dem 15. Jahrhundert.[4]
- Arbeitsbibliothek: Hier können sich Schüler auf Referate vorbereiten oder sonstige schulische Aufgaben in einer ruhigen Arbeitsatmosphäre erledigen. Die Bibliothek umfasst ca. 20.000 Werke.[5]
- Aula: Hier finden Informationsveranstaltungen, Vorträge und Konzerte statt.[6]
- Schülerbibliothek: In dieser Bibliothek gibt es Romane und Sachbücher, insbesondere für ein jüngeres Publikum.[5]
- Theaterkeller: In diesem Schultheater führen Schülergruppen Theaterstücke auf. Es bietet Platz für 80 Zuschauer.[7]
- Café Böhnchen: In diesem seit 1985 von Eltern betreuten Schülercafé können Schüler in Pausen und Freistunden bei Musik, Getränken, Spielen und Snacks Zeit verbringen.[7]
- Schulküche: Hier können z. B. Klassenfeiern stattfinden.
- Selbstlernzentrum: Hierbei handelt es sich seit 2017 um einen Medienraum, der als Selbstlernzentrum ausgestaltet ist.[8]
- Klausurraum: In diesem auch früher als "Gummizelle" bezeichneten Raum finden Klausuren, Ausstellungen, kleine Konzerte und Informationsveranstaltungen statt.[9]
- Mensa: Hier können in der Mittagspause Speisen zu sich genommen werden. Seit dem Schuljahr 2016/2017 betreut der "Schülergarten" die Abwicklung der Menübestellung.[10]

## Besonderheiten

### Jesuitenbibliothek

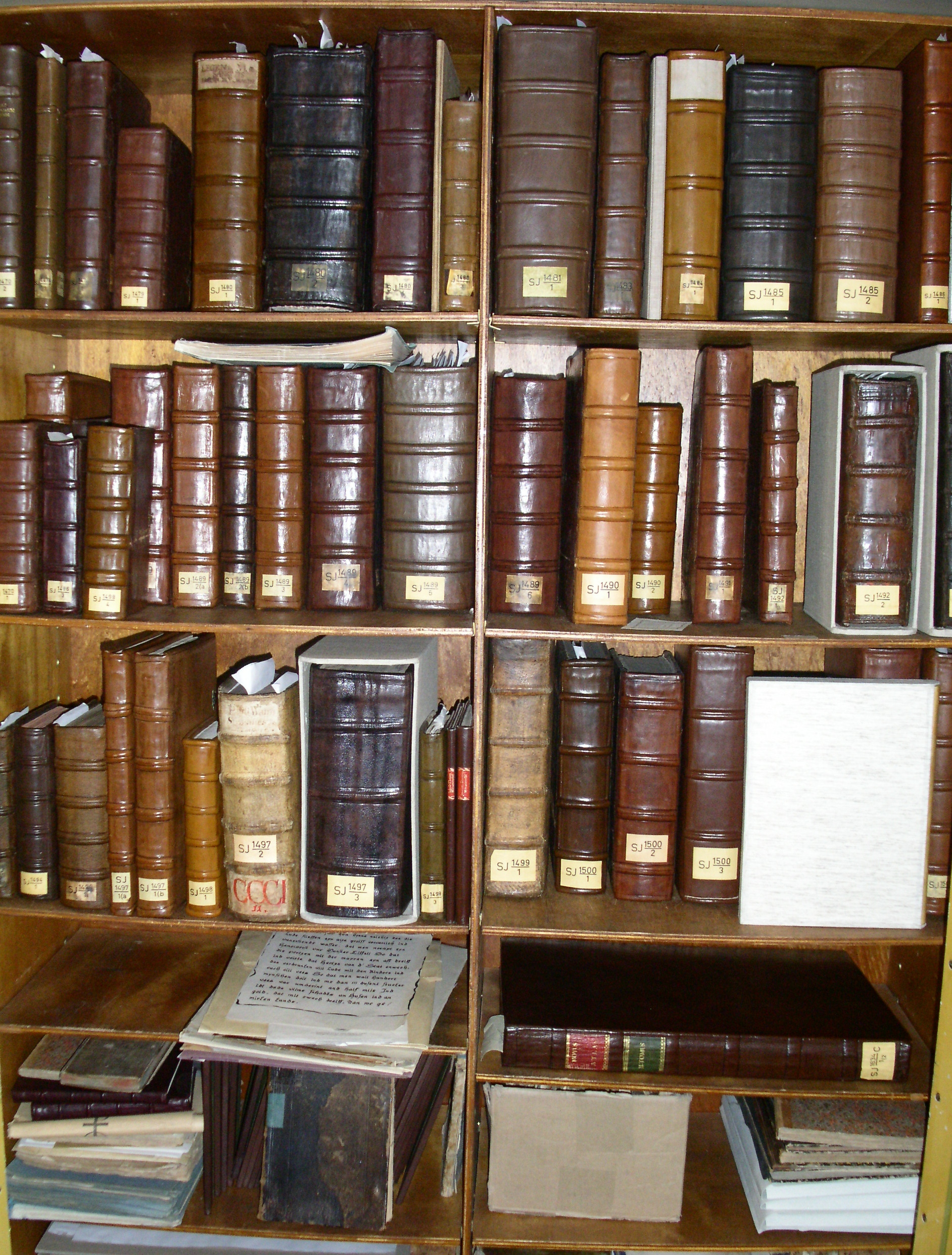
Die ältesten Bücher der Jesuitenbibliothek

Die von den Jesuiten angelegte Bibliothek umfasst unter anderem 23 gebundene Handschriften und 80 Wiegendrucke aus der Zeit vor 1500. Die ältesten Dokumente sind Notenblätter aus dem 11. bis 13. Jahrhundert, sogenannte Neumen. Außerdem enthält sie zahlreiche Schriften aus dem 16. und 17. Jahrhundert zur Hexenproblematik, insbesondere eine Ausgabe des Hexenhammers.

### Bilingualer Zweig
Sei 1994 werden Schülerinnen und Schüler im bilingualen Zweig verstärkt  im Fach Englisch unterrichtet. In der siebten Klasse werden Erdkunde und Politik, in der achten Klasse Geschichte und differenziert Erdkunde und ab der neunten Klasse zudem noch Sozialwissenschaften auf Englisch unterrichtet. Das bilinguale Abitur schreibt Englisch als Leistungskurs sowie Erdkunde-Englisch als drittes oder viertes Abiturfach vor.

### Miniforschung
Seit 1986 nehmen Schüler des Gymnasiums jedes Jahr bei Jugend forscht, Schüler experimentieren und weiteren Wettbewerben teil. Im Zeitraum 1986–2015 nahmen 241 Gruppen an den Wettbewerben teil und gewannen insgesamt 470 Preise. In diesem Zeitraum haben 83 Gruppen am Landeswettbewerb teilgenommen und 19 Gruppen haben es auf den Bundeswettbewerb geschafft.
Dreimal haben Schüler des Gymnasiums den Bundeswettbewerb Jugend forscht gewonnen:
2004 wurde die Herstellung und der Nachweis von Nanoröhrchen mit dem interdisziplinären Bundessieg ausgezeichnet. 2008 und 2010 wurde die Herstellung und Untersuchung von Graphen mit dem Bundessieg für die originellste Arbeit und dem Bundessieg für die beste interdisziplinäre Arbeit belohnt. Außerdem gewann 2013 eine Schülerin den Europäischen Wettbewerb der Siemens Stiftung mit Experimenten zum Gewässerschutz.
Ebenfalls im Jahr 2010 erhielt die Schule den Preis „Jugend forscht Schule 2010“ der Kultusministerkonferenz.

## Bekannte Lehrer und Schüler (nach Geburtsjahr)
- Johannes Heringsdorf (1606–1665), Jesuit und Kirchenlieddichter, Lehrer, Bibliothekar und Chorleiter um 1650
- Peter Wilhelm Josef de Gynetti (1735–1804), Mediziner, Schüler
- Julius Thikötter (1832–1913), evangelischer Geistlicher, Schüler
- Josef van Endert (1834–1885), katholischer Theologe, Religionslehrer 1859–1860
- Hermann Pünder (1888–1976), Oberbürgermeister von Köln 1945–1948, Schüler, Abitur 1906
- Johannes Schauff (1902–1990), Politiker und Unternehmer
- Heinz Küpper (1930–2005), Schriftsteller, Lehrer 1960–1988
- Joachim Vobbe (1947–2017), Theologe und altkatholischer Bischof, Schüler 1960–1968
- Georg Bollenbeck (1947–2010), Germanist und Kulturwissenschaftler, Schüler 1962–1967
- Armin Foxius (* 1949), Schriftsteller und Pädagoge, Schüler 1960–1968
- Markus Ramers (* 1986), deutscher Politiker und Landrat des Kreises Euskirchen seit 2020, Lehrer 2013–2020
- Maurizio Mango (* 2003), Schauspieler